# 井上祐子 (ヴィオラ奏者)
井上 祐子（いのうえ ゆうこ）は日本のヴィオラ奏者。

## 人物
浜松市生まれの三島市育ち。1984年以来はロンドン居住。国立音楽大学ヴァイオリン科卒業。1978年、今井信子にヴィオラを師事するために英国王立ノーザン音楽大学（RNCM）に留学。在学中に第17回ブダペスト国際音楽コンクールでヴィオラ部門第1位、特別賞受賞。翌年、RNCMを首席で卒業。
BBC Philharmonic、London Philharmonic、イギリス室内管弦楽団など、多くのオーケストラで客員首席奏者を務める一方、ギドン・クレーメルやジャン＝ジャック・カントロフとの共演、リサイタルや室内楽での活動を行う。2013年より、ロンドンを拠点にしているダンテ弦楽四重奏団に加わり現在2016年JAPAN ツアーを計画している。
北王立音楽大学にて7年間教えた後は、英国王立音楽アカデミー教授となり現在に至る。ヨーロッパと日本においてマスタークラスなどで後進の指導に当たっている。
使用楽器は1852年製J.B.ヴィオーム。

## ディスコグラフィ
- J.S.Bach　Sonatas for Viola da Gamba　No.1-3 (2006 Quarts)
- ROMANZE (2001)
- Benjamin Dale Romantic Viola (2012 Naxos)
- The Towers of Man (2015 EM Records)
- Mozart Sinfonia Concertante (1989 ASV)
- Fibonacci Sequence Ensemble series: Harp, Clarinet, Horn, Oboe, Schubert Octet, and Bassoon.
- French Impressions: Debussy Sonata for Flt Vla and Hrp, Ravel Introduction and Allegro etc (1989 ASV)
- Schubert Piano Quintet Trout (1989 ASV)
- Catoire Piano Quartet Op 31 (2004 Hyperion)
- Hahn Soliloque et Forlane for Vla and Pno, Piano Quartet No 3 (2003 Hyperion)
- Mozart String Quintets K174, K515 (2005 CRD)
- Mozart String Quintets K516, K406 (2005 CRD)
- F Bridge Piano Quartet in c minor (2009 Dutton)
- C. V. Stanford string quartets No. 5 and No. 8 (to be released early 2016 Somm Records)